# Паниші
Паниші — (біл. вёска Панышы), село (веска) в складі Логойського району розташоване в Мінській області Білорусі, підпорядковане Янушковицькій сільській раді.
Село Паниші розташоване в центральних районах Білорусі, у північній частині Мінської області - орієнтовне розташування.